# Ligonipes lacertosus
Ligonipes lacertosus är en spindelart som först beskrevs av Tord Tamerlan Teodor Thorell 1881.  Ligonipes lacertosus ingår i släktet Ligonipes och familjen hoppspindlar. Inga underarter finns listade i Catalogue of Life.